# Stergomena Tax
Pour les articles homonymes, voir TAX.
Stergomena Lawrence Tax, née le 6 juillet 1960 est une femme politique tanzanienne, actuelle ministre de la Défense et du Service national, la première femme à détenir ce titre depuis l'indépendance du pays. Elle est auparavant ministre des Affaires étrangères et de la Coopération est-africaine. Avant cela, elle est secrétaire exécutive de la Communauté de développement d'Afrique australe (SADC),,.

## Jeunesse
Stergomena Tax naît en juillet 1960 dans la région de Mwanza. Elle fait ses études dans plusieurs écoles primaires en Tanzanie et à l'école secondaire Lake à Mwanza, où elle est une contemporaine du cinquième président tanzanien John Magufuli.
Elle obtient son baccalauréat en commerce avec spécialisation en finance de l'université de Dar es Salam en 1991. Elle obtient ensuite une maîtrise en philosophie en gestion des politiques et économie du développement et un doctorat en philosophie en développement international de la même université.

## Carrière
Elle est secrétaire permanente au ministère de la Coopération de l'Afrique de l'Est de 2008 à 2013, date à laquelle elle est nommée secrétaire exécutive de la Communauté de développement d'Afrique australe (SADC) lors du 33e sommet des chefs d'État et de gouvernement à Lilongwe, au Malawi. Elle quitte son poste en août 2021 et est remplacée par Elias Mpedi Magosi.
En août 2021, elle est remplacée par Elias Mpedi Magosi au poste de secrétaire de la SADC. Le 10 septembre 2021, elle est nommée députée par la présidente Samia Suluhu Hassan. Le 12 septembre 2021, elle est nommée ministre de la Défense, première fois qu'une femme accède à ce poste dans le pays. Pour expliquer son choix, Hassan explique : « J'ai décidé de briser le mythe de longue date selon lequel au ministère de la Défense, il doit y avoir un homme avec des muscles. Le travail du ministre n'est pas de porter des fusils ou de l'artillerie ».
Le 3 octobre 2022, elle est nommée ministre des Affaires étrangères. Le 1er septembre 2023, à la suite d'un nouveau remaniement ministériel, elle reprend son ancien rôle de ministre de la Défense et du Service national.